# George Dureau
George Dureau (28 de dezembro de 1930 - 7 de abril de 2014) foi um artista americano cuja longa carreira foi notável pelos seus esboços de carvão e fotografias a preto e branco de pobres atletas brancos, negros, anões e amputados. Diz-se que Robert Mapplethorpe terá sido inspirado pelas fotografias de amputados e anões de Dureau, que mostravam "indivíduos expostos e vulneráveis, brincalhões e carentes, complexos e inteiramente humanos".

## Biografia
Dureau é filho de Clara Rosella Legett Dureau e George Valentine Dureau e nasceu em Irish Channel, Nova Orleães, Luisiana. Cresceu em Mid-City e estudou Belas Artes na LSU, onde se licenciou em 1952. Depois, começou os seus estudos de arquitetura na Universidade de Tulane. Passou brevemente pelo exército dos EUA. Antes de conseguir ganhar o suficiente como artista para sobreviver, trabalhou na Maison Blanche, uma loja de Nova Orlães, com decorador de montras. Durante a maior parte da sua vida, viveu no French Quarter, onde era conhecido pela sua excentricidade e hospitalidade. O seu amigo e estudante, Robert Mapplethorpe, reencenou muitas das suas primeiras fotografias em preto e branco. Dureau morreu de doença de Alzheimer.

## Obra
Muitas das suas obras estão à guarda do Ogden Museum of Southern Art. Várias das suas obras estão expostas publicamente um pouco por toda a cidade de Nova Orleães, em especial a escultura para o frontão do Harrah's Casino e as suas esculturas de bronze fundido que servem de sentinela nos portões de entrada do parque da cidade de Nova Orleães. A sua representação de um desfile do Mardi Gras domina uma das paredes do Gallier Hall, a antiga câmara municipal da cidade. Um dos seus trabalhos mais populares, "Black 1973-1986", é uma série de fotografias a preto e branco sobre jovens negros, foi exposto em várias cidades dos EUA, tendo recebido muitos elogios.